# Comida corrida

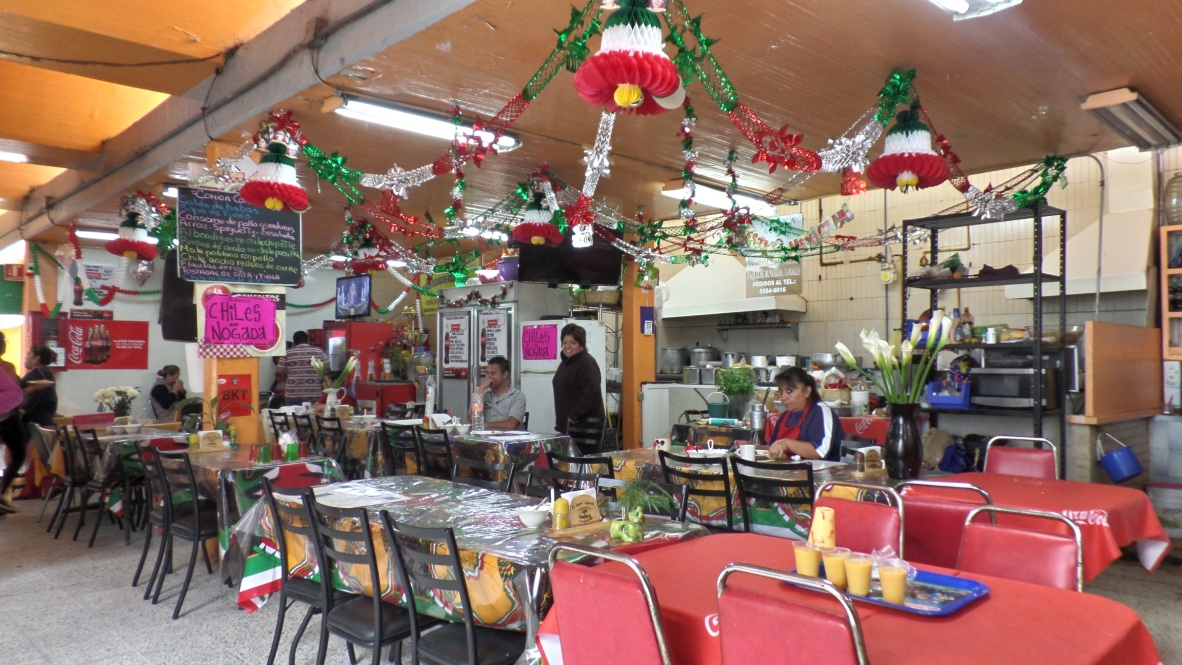
Fonda en el mercado Melchor Ocampo de la Colonia Roma (en Cuauhtémoc, Ciudad de México, 2016).

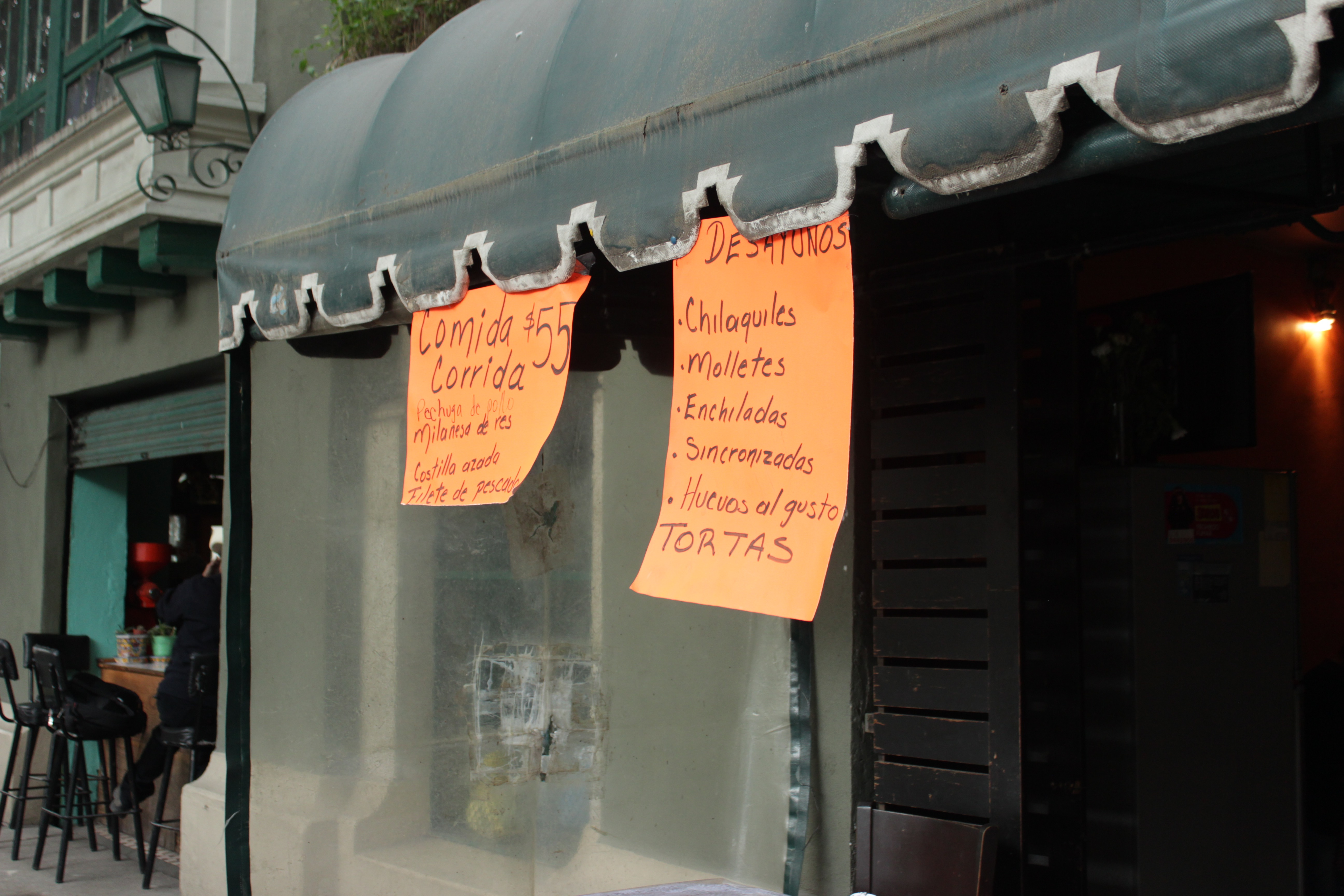
«Comida corrida $55 [guisos]: pechuga de pollo, milanesa de res, costilla asada, filete de pescado», en Colonia Condesa, Ciudad de México.

En México, la comida corrida es un menú de bajo costo que se sirve principalmente al mediodía en las fondas de las grandes ciudades del país. Es conocido por ser completo (consta de tres «tiempos»), barato (entre los $40 y los $60 pesos mexicanos) y rápido (de ahí su nombre).
Se trata de un sello distintivo de la cultura y la gastronomía mexicana. Generalmente, los establecimientos donde se sirven comidas corridas se llaman fondas, aunque también se sirven en los mercados y en puestos callejeros. Éstas se acompaña del agua fresca que se haya preparado ese día, pan, salsa roja y salsa verde. El menú corrido consta de tres tiempos:
1. Primer tiempo o «sopa aguada», que suele ser una sopa sencilla (como sopa de tortilla, de habas, tarasca, caldo tlalpeño..) o consomé.
2. Segundo tiempo o «sopa seca», que suele ser arroz o pasta.
3. Tercer tiempo o «guiso», se trata del plato fuerte y puede ser carne o pescado, asado, frito, empanizado..., verduras o huevos... (hay varias opciones a elegir; originalmente era menú fijo[6]) con salsa y frijoles.
4. A veces, se incluye un postre sencillo, como una gelatina o bombón.

Rara vez se incluye un entremés o café. Aunque las preparaciones no son de gran calidad, la velocidad con la que se sirven y su precio económico hacen esta opción ideal para los empleados que tienen un tiempo limitado para salir a comer durante el trabajo. Generalmente, la hora pico de clientela son las 14:00. Si el cliente desea otro plato de la carta que no esté en el menú corrido se le sirve por un costo extra. Aunque en la cultura mexicana se considera de mala educación no dejar una mínima propina a los meseros, en las fondas de comida corrida es frecuente que no se deje siempre pues se suele acudir todos los días.

## Historia
Al parecer, sus orígenes se remontan a la época del Porfiriato (1876-1911) en la conurbación urbana que estaba naciendo en los alrededores de la Ciudad de México (Tacuba, Mixcoac, la Colonia Narvarte...), en donde los trabajadores, al estar lejos de sus hogares, se veían obligados a buscar opciones de comida económica cerca de sus fábricas. Además, disponían de poco tiempo para comer, por lo que debían comer rápidamente.
La idea de una comida corrida (que se sirve un tiempo seguido de otro) tuvo tanto éxito que en la década de los años 1960 se puso de moda el menú ejecutivo, que es el mismo concepto pero de gama superior.